# Maisoncelles-la-Jourdan
Maisoncelles-la-Jourdan és un municipi francès situat al departament de Calvados i a la regió de Normandia. L'any 2007 tenia 470 habitants.

## Demografia

### Població
El 2007 la població de fet de Maisoncelles-la-Jourdan era de 470 persones. Hi havia 184 famílies de les quals 40 eren unipersonals (24 homes vivint sols i 16 dones vivint soles), 68 parelles sense fills i 76 parelles amb fills.
La població ha evolucionat segons el següent gràfic:
Habitants censats

### Habitatges
El 2007 hi havia 213 habitatges, 182 eren l'habitatge principal de la família, 17 eren segones residències i 14 estaven desocupats. 211 eren cases i 1 era un apartament. Dels 182 habitatges principals, 137 estaven ocupats pels seus propietaris, 44 estaven llogats i ocupats pels llogaters i 1 estava cedit a títol gratuït; 5 tenien una cambra, 13 en tenien dues, 33 en tenien tres, 55 en tenien quatre i 76 en tenien cinc o més. 140 habitatges disposaven pel capbaix d'una plaça de pàrquing. A 70 habitatges hi havia un automòbil i a 94 n'hi havia dos o més.

### Piràmide de població
La piràmide de població per edats i sexe el 2009 era:
| Homes | Edats   | Dones |
| ----- | ------- | ----- |
| 0     | 95 o +  | 0     |
| 0     | 90 a 94 | 0     |
| 0     | 85 a 89 | 0     |
| 0     | 80 a 84 | 4     |
| 4     | 75 a 79 | 4     |
| 8     | 70 a 74 | 16    |
| 12    | 65 a 69 | 4     |
| 8     | 60 a 64 | 16    |
| 20    | 55 a 59 | 24    |
| 20    | 50 a 54 | 16    |
| 16    | 45 a 49 | 20    |
| 12    | 40 a 44 | 16    |
| 8     | 35 a 39 | 20    |
| 32    | 30 a 34 | 12    |
| 12    | 25 a 29 | 20    |
| 4     | 20 a 24 | 12    |
| 24    | 15 a 19 | 20    |
| 12    | 10 a 14 | 28    |
| 16    | 5 a 9   | 12    |
| 16    | 0 a 4   | 12    |

## Economia
El 2007 la població en edat de treballar era de 299 persones, 227 eren actives i 72 eren inactives. De les 227 persones actives 209 estaven ocupades (117 homes i 92 dones) i 18 estaven aturades (6 homes i 12 dones). De les 72 persones inactives 33 estaven jubilades, 19 estaven estudiant i 20 estaven classificades com a «altres inactius».

### Ingressos
El 2009 a Maisoncelles-la-Jourdan hi havia 195 unitats fiscals que integraven 507 persones, la mediana anual d'ingressos fiscals per persona era de 15.239 €.

### Activitats econòmiques
Dels 8 establiments que hi havia el 2007, 3 eren d'empreses de construcció, 2 d'empreses de comerç i reparació d'automòbils, 1 d'una empresa d'hostatgeria i restauració, 1 d'una empresa de serveis i 1 d'una empresa classificada com a «altres activitats de serveis».
Dels 6 establiments de servei als particulars que hi havia el 2009, 2 eren tallers de reparació d'automòbils i de material agrícola, 1 fusteria, 1 lampisteria, 1 perruqueria i 1 restaurant.
L'any 2000 a Maisoncelles-la-Jourdan hi havia 37 explotacions agrícoles que ocupaven un total de 810 hectàrees.

## Poblacions properes
El següent diagrama mostra les poblacions més properes.